# Martigné-Ferchaud
Martigné-Ferchaud település Franciaországban, Ille-et-Vilaine megyében. Lakosainak száma 2632 fő (2022. január 1.). Martigné-Ferchaud Coësmes, Eancé, Forges-la-Forêt, Retiers, Thourie, Fercé, Noyal-sur-Brutz, Villepot és Ombrée d’Anjou községekkel határos.

## Népesség
A település népességének változása:
| Lakosok száma | 3227 | 3150 | 2920 | 2568 | 2619 | 2605 | 2603 | 2583 | 2604 | 2632 |
|               | 1968 | 1982 | 1990 | 2006 | 2013 | 2015 | 2017 | 2019 | 2020 | 2022 |